# فيكو هوسكونن
فيكو هوسكونن (بالفنلندية: Veikko Huuskonen)‏ (8 فبراير 1910 – 3 يونيو 1973) هو ملاكم فنلندي راحل، مثّل بلاده في الألعاب الأولمبية الصيفية 1936.

## روابط خارجية
فيكو هوسكونن على موقع اللجنة الأولمبية الدولية (الإنجليزية)
- فيكو هوسكونن على موقع أوليمبيديا (الإنجليزية)